# Bairam Shabani
Bairam Rasim Shabani (en macedonio Бајрам Шабани) (Lipkovo, actualmente en Macedonia del Norte, 14 de octubre de 1922-Belanovtsé, 14 de octubre de 1941) fue un activista por la liberación de Macedonia durante la Segunda Guerra Mundial y héroe popular. El 10 de octubre de 1953 fue condecorado con la Orden de Héroe del Pueblo.
Nació en el seno de una familia rural de Lipkovo, cerca de Kumanovo, a donde se trasladó más tarde su familia. Allí trabajó guardando ovejas. Bairam quedó huérfano a los seis años y tuvo que trabajar en una granja, en la construcción y como herrero. En 1939 empezó a interesarse por las ideas comunistas y en 1940 se unió al movimiento sindical. A principios de 1941 entró en la Liga de la Juventud Comunista de Yugoslavia (SKOJ) y en verano pasó a formar parte del Partido Comunista de Yugoslavia.
Tras la ocupación búlgara de gran parte de Macedonia, se volvió más activo en el movimiento comunista. Se alfabetizó con la ayuda de la Juventud Comunista y los miembros del partido. Frecuentó familias albanesas y extendió la idea de que el gobierno búlgaro quería robar a albaneses y macedonios. Trabajó para organizar el Movimiento de Liberación Nacional de Yugoslavia. Bairam se unió a los partisanos y el 11 de octubre se unió a la escuadra guerrillera de liberación Karadachki, el primer grupo de partisanos de la región de Kumanovo. Bairam conocía los caminos en Skopska Crna Gora y se dirigieron a esa zona. Debido a las fuertes lluvias el grupo se refugió en un molino y pasó allí la noche. Por la mañana, el molino se encontraba rodeado de soldados búlgaros y comenzó un feroz enfrentamiento. En el momento en que lanzó la última granada fue alcanzado en el pecho por el fuego de una ametralladora y cayó muerto.
Fue declarado Héroe del Pueblo de Yugoslavia por decreto del Presidente de la República Federal de Yugoslavia, Josip Broz Tito, del 10 de octubre de 1953.